# Оседж (Вайомінг)
Оседж (англ. Osage) — переписна місцевість (CDP) в США, в окрузі Вестон штату Вайомінг. Населення — 151 особа (2020).

## Географія
Оседж розташований за координатами 43°59′6″ пн. ш. 104°25′37″ зх. д. / 43.98500° пн. ш. 104.42694° зх. д. (43.984885, -104.426927).  За даними Бюро перепису населення США в 2010 році переписна місцевість мала площу 5,01 км², уся площа — суходіл.

## Демографія
Згідно з переписом 2010 року, у переписній місцевості мешкало 208 осіб у 93 домогосподарствах у складі 52 родин. Густота населення становила 41 особа/км².  Було 121 помешкання (24/км²).
Расовий склад населення:
| - 97,1 % — білих - 1,0 % — корінних американців |

До двох чи більше рас належало 1,9 %. Частка іспаномовних становила 0,5 % від усіх жителів.
За віковим діапазоном населення розподілялося таким чином: 20,7 % — особи молодші 18 років, 64,9 % — особи у віці 18—64 років, 14,4 % — особи у віці 65 років та старші. Медіана віку мешканця становила 48,3 року. На 100 осіб жіночої статі у переписній місцевості припадало 101,9 чоловіків;  на 100 жінок у віці від 18 років та старших — 111,5 чоловіків також старших 18 років.
Середній дохід на одне домашнє господарство  становив 65 335 доларів США (медіана — 59 924), а середній дохід на одну сім'ю — 81 076 доларів (медіана — 75 919). За межею бідності перебувало 4,8 % осіб, у тому числі 0,0 % дітей у віці до 18 років та 0,0 % осіб у віці 65 років та старших.
Цивільне працевлаштоване населення становило 171 осіб. Основні галузі зайнятості: сільське господарство, лісництво, риболовля — 36,8 %, виробництво — 19,9 %, мистецтво, розваги та відпочинок — 15,8 %, роздрібна торгівля — 15,2 %.